# Sîmeiiz
Sîmeiiz (în rusă Симеиз, în ucraineană Симеїз) este o așezare de tip urban din orașul regional Ialta, Republica Autonomă Crimeea, Ucraina. În afara localității principale, mai cuprinde și satul Opolzneve.
Este situat pe țărmul Mării Negre, la circca 20 km est de Ialta, la poalele Munților Crimeii. Are circa 4 mii de locuitori. Sîmeiizul este o renumită stațiune balneară. 

## Demografie
Componența lingvistică a așezării de tip urban Sîmeiiz
     Rusă (90,86%)
     Ucraineană (6,88%)
     Alte limbi (1,09%)
Conform recensământului din 2001, majoritatea populației așezării de tip urban Sîmeiiz era vorbitoare de rusă (90,86%), existând în minoritate și vorbitori de ucraineană (6,88%).

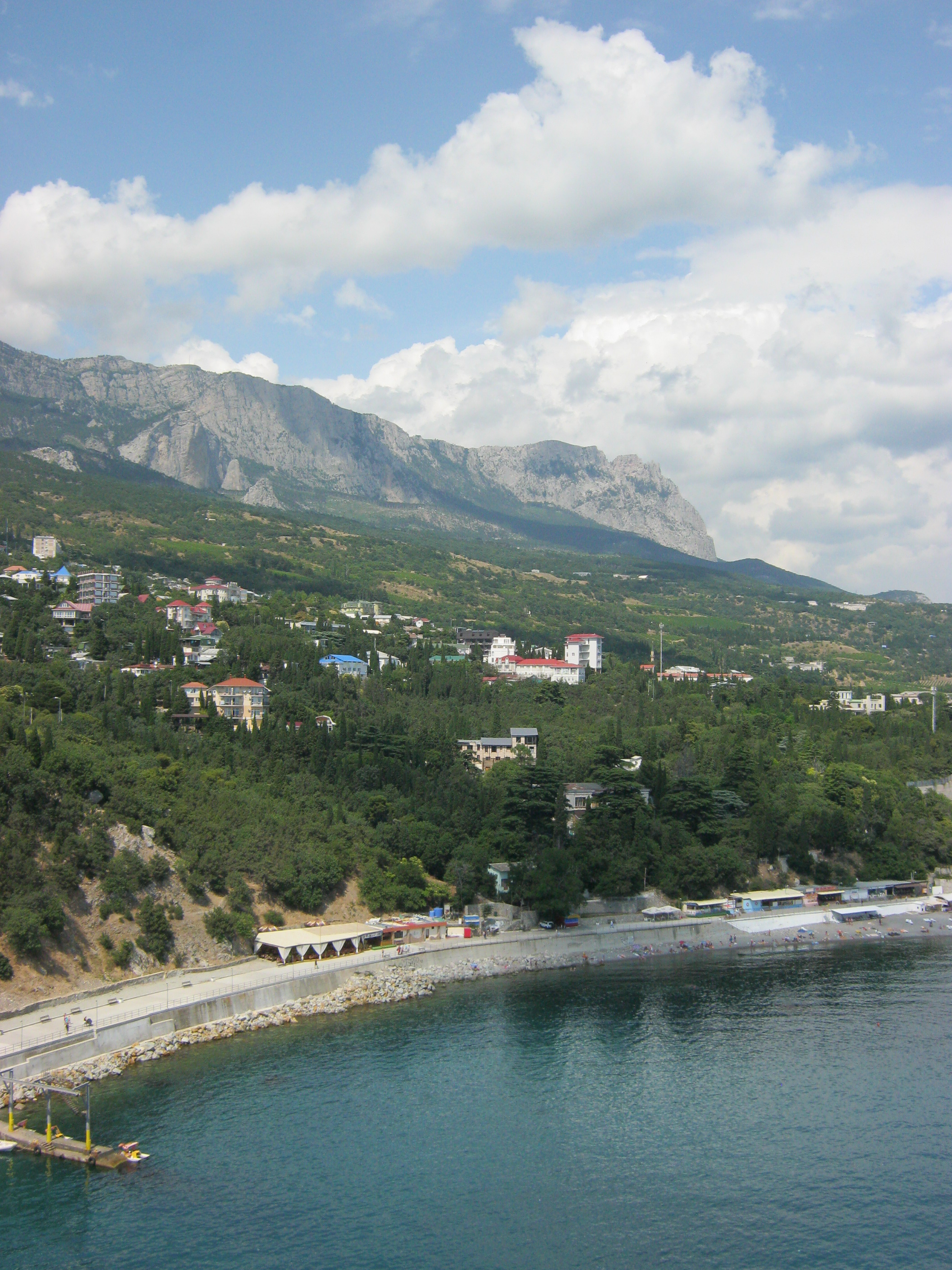
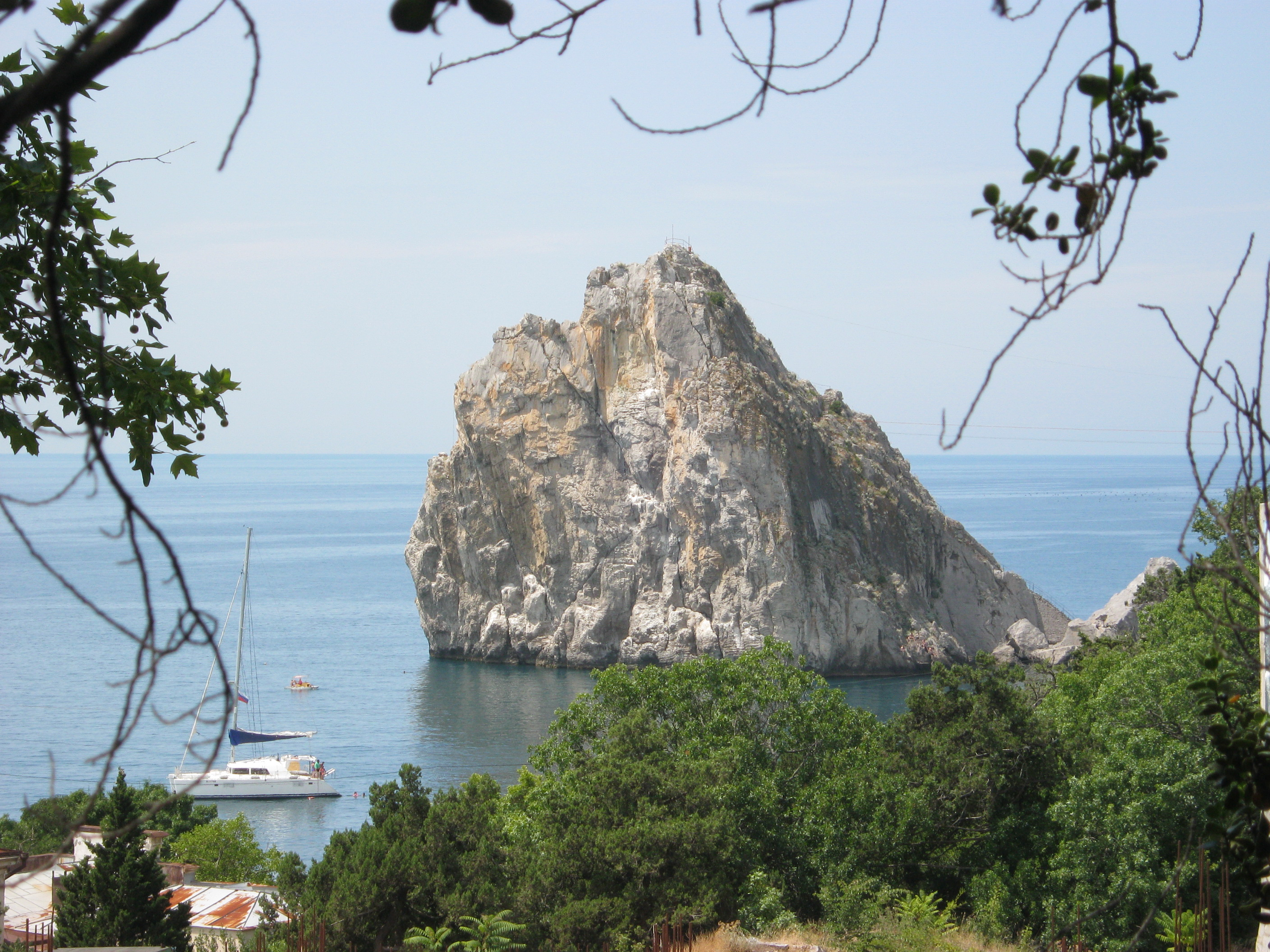
Diva
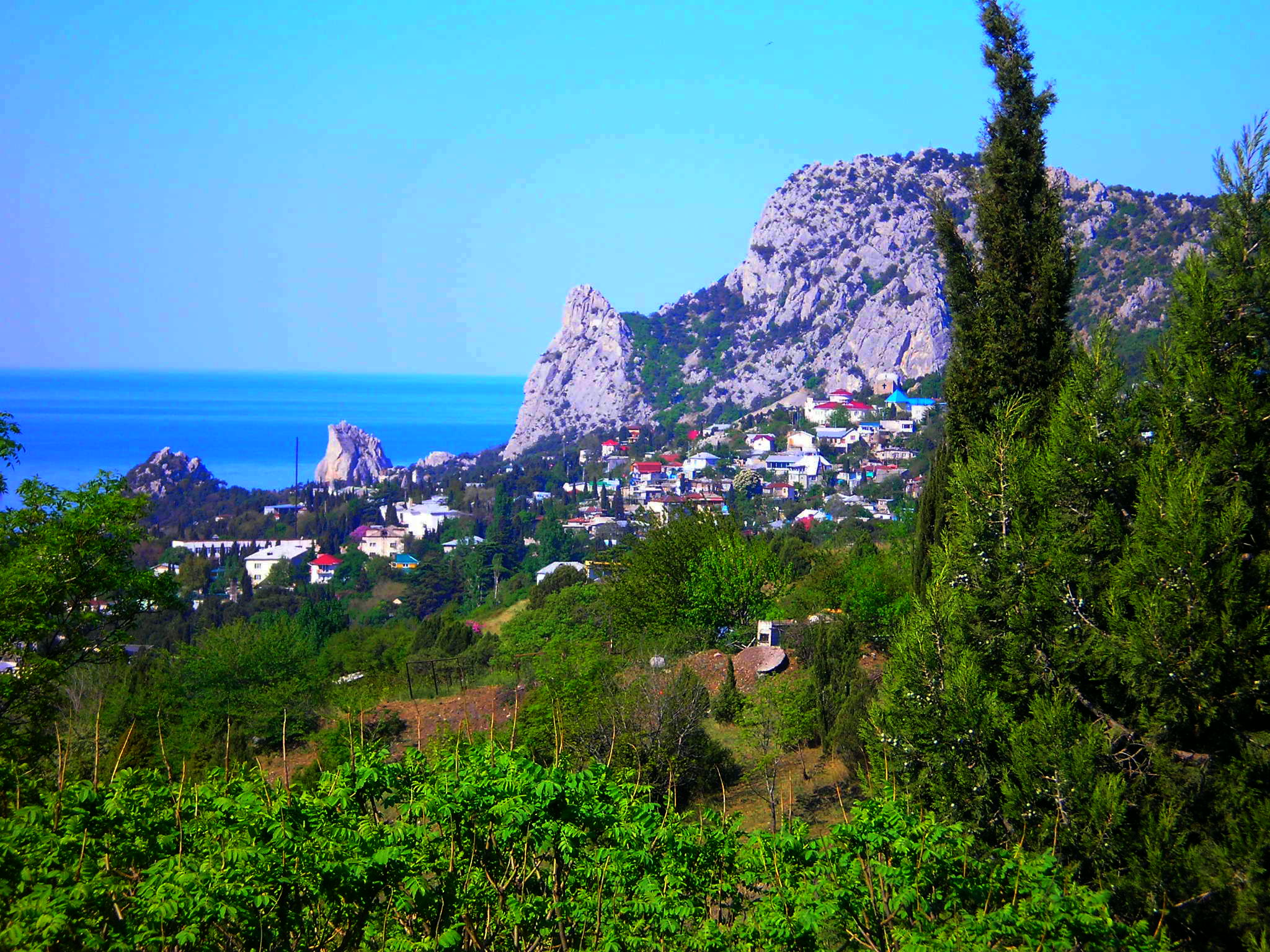
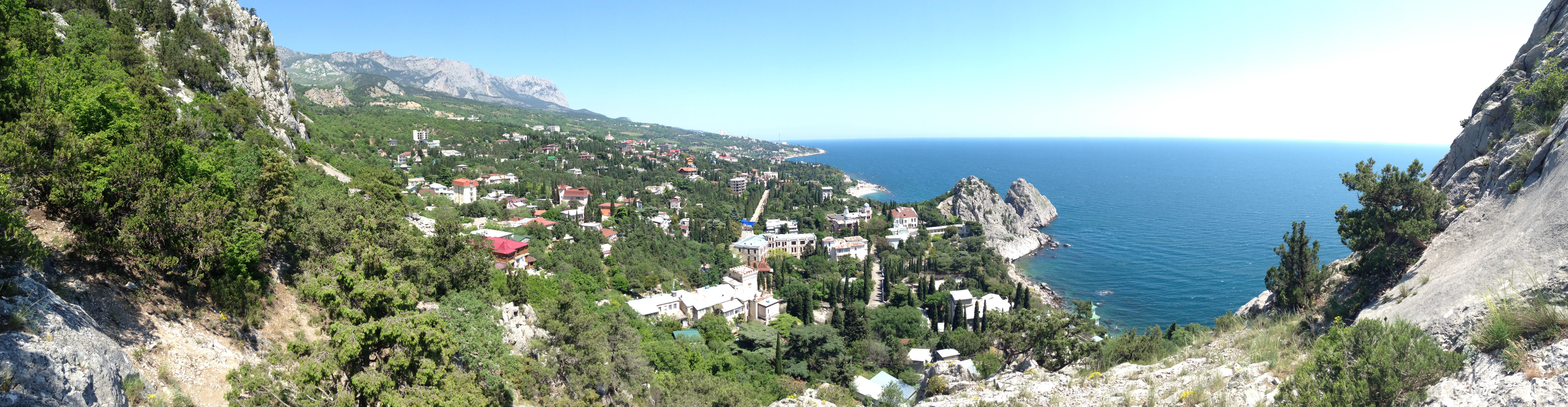